# Centre Serenada
Le Centre Serenada est un centre commercial d'une superficie de 42 000 m2 situé au 41, al. Gen. T. Bora-Komorowskiego, au nord de Cracovie. Il a ouvert ses portes en octobre 2017.

## Description
La Galerie marchande complète et élargit l’offre de la zone commerciale et des loisirs (strefa Olsza), où se trouve le Centre Commercial Krokus avec l'hypermarché Auchan, Multikino, le magasin de bricolage OBI et le plus grand parc aquatique couvert de Pologne. La galerie dispose de 170 locaux commerciaux et de services ainsi que de 1 135 places de parking.
L'offre de Serenada comprend des salons des plus grandes chaînes de mode polonaises et internationales. L’élément distinctif est une offre complète d’Inditex avec le plus grand espace de Zara dans la région, LPP, H&M, ainsi que les salons des marques Van Graaf, New Look ou Forever 21 uniques à Cracovie. Le Centre Serenada comprend également la chaîne d’alimentation Piotr i Paweł, ainsi que les bureaux des institutions telles que La Mairie ou la Poste.

## Investissement
Le promoteur et gestionnaire du Centre Serenada est Mayland Real Estate, qui est également gestionnaire du Centre Krokus adjacent. Les deux centres commerciaux appartiennent au groupe Foncière Euris.